# Tudo Será como Antes
Tudo Será Como Antes é o primeiro episódio da oitava temporada da série de televisão brasileira de comédia de situação Sai de Baixo. Foi exibido no dia 11 de junho de 2013, no horário das oito horas e quinze minutos, no Canal Viva.

## Produção
Tudo Será Como Antes é o primeiro episódio da oitava temporada de Sai de Baixo, e marca a volta da série a televisão brasileira, após 11 anos de seu cancelamento. O episódio teve seu argumento co-escrito por Miguel Falabela Artur Xexéo, e foi dirigido por Denis Carvalho, que adaptaram o enredo para o cotidiano atual. Este foi o primeiro episódio da série escrito por Xexéo.
O episódio foi gravado em 4 de junho de 2013, no Teatro Procópio Ferreira, seguindo o mesmo formato original.
O episódio será emitido originalmente pelo Canal Viva em 11 de junho de 2013 como o ducentésimo quadragésimo segundo da série.

### Elenco
Miguel Falabella, Marisa Orth, Márcia Cabrita, Luis Gustavo e Aracy Balabanian formam o elenco principal desta temporada. Do elenco original, 
Tom Cavalcante e Cláudia Jimenez não aceitaram o convite para gravar a nova temporada.

## Enredo
Onze anos se passaram e Caco Antibes (interpretado por Miguel Falabella), Cassandra (interpretada por Aracy Balabanian), Magda (interpretada por Marisa Orth) e Vavá (interpretado por Luis Gustavo) receberão um convite anônimo para voltarem ao seu antigo apartamento. Obviamente, curiosos como são, eles decidem ir até lá, mas não esperavam descobrir que a anfitriã seria a ex-empregada da família, Neide Aparecida (interpretada por Márcia Cabrita).

## Recepção

### Audiência
Em sua exibição original, foi estimado que 1,3 milhão de espectadores assistiram o episódio. Sai de Baixo foi o programa mais assitido da tv por assinatura da semana de 9—15 de junho.